# Séisme de 1997 à Ghayen
Le séisme de 1997 à Ghayen a eu lieu le 10 mai 1997, frappant le nord de l'Iran dans la province de Khorasan à 07h57 UTC (12h57 heure locale),.

## Impacts du séisme
L'épicentre du tremblement de terre, dont la magnitude est de 7,3 est situé environ 270 kilomètres sud de Mashhad, près du village de Ardekul, causant de graves dommages, ayant dévasté la région de Birjand-Ghayen et tué 1 567 personnes et en blessant plus de 2 300. Il a par ailleurs laissé 50 000 sans-abri et endommagé et détruit plus de 15 000 maisons, ce qui lui vaut d'être décrit comme le séisme plus meurtrier de l'année 1997 par le United States Geological Survey. 
Il y eut au total 155 répliques a provoqué une rupture le long d'une faille qui passe sous la frontière entre l'Afghanistan et l'Iran.
Les dégâts ont été estimés à 100 millions de dollars, et de nombreux pays (tels que le Japon, le Royaume-Uni, l'Allemagne, les États-Unis, la Norvège et le Danemark) ont répondu par des dons de couvertures, de tentes, de vêtements et de nourriture. Des équipes de secours du Mouvement international de la Croix-Rouge et du Croissant-Rouge ont également été envoyées sur place afin d'aider les bénévoles locaux à trouver d'éventuels survivants sous les décombres.